# افغانا

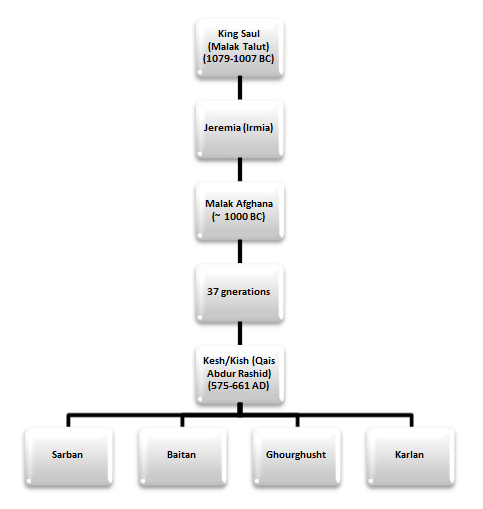
شجره نامه افغانا.

افغانا یا اوغانا در فولکلور پشتون‌ها نام شاهزاده یا رئیس قبیله احتمالاً با ریشه بنی‌اسرائیلی است که  به طور سنتی به عنوان جد پشتون‌های امروزی معرفی می‌شود نام افغان از نام وی گرفته شده است.

## مرگ
طبق افسانه‌ها وی در رشته‌کوه سلیمان درگذشت و به خاک سپرده شد.